# Пітер Дірксзун Кейзер
Пітер Дірксзун Кейзер (нід. Pieter Dirkszoon Keyser, лат. Petrus Theodorus, народився 1540 року, Емден — помер 11 вересня 1596 року в Бантамі, Ява) — нідерландський мореплавець, навігатор і астроном. Спільно з Фредеріком де Гаутманом склав зоряну карту неба Південної півкулі, на яку додав 12 нових сузір'їв.

## Біографія
Про дитинство і юність Пітера Кейзера відомо мало. У молодості брав участь у морських експедиціях до Бразилії і до Нової Землі.
У 1595 році Пітер увійшов до складу голландської флотилії з чотирьох кораблів, що мала завдання здійснити перше голландське плавання в Південно-Схіжну Азію. Флотилія на чолі з Корнелісом де Гаутманом відплила до Мадагаскару, а звідти, не заходячи до Індії, взяла прямий курс на Малазійський архіпелаг. Кейзер служив штурманом спершу на судні «Голландія», пізніше — на «Маврикії».
За дорученням картографа Петера Планціуса, Кейзер проводив спостереження нічного неба Південної півкулі, про яку європейській науці в той час було мало що відомо. Вночі вчений підіймався на щоглу, в оглядову корзину, з якої за допомогою приладів, переданих йому Петером Планціусом (мабуть, морської астролябії та квадранта), проводив свої вимірювання. У своїй науковій роботі Пітер Кейзер мав підтримку молодшого брата командора експедиції, Фредеріка де Гаутмана.

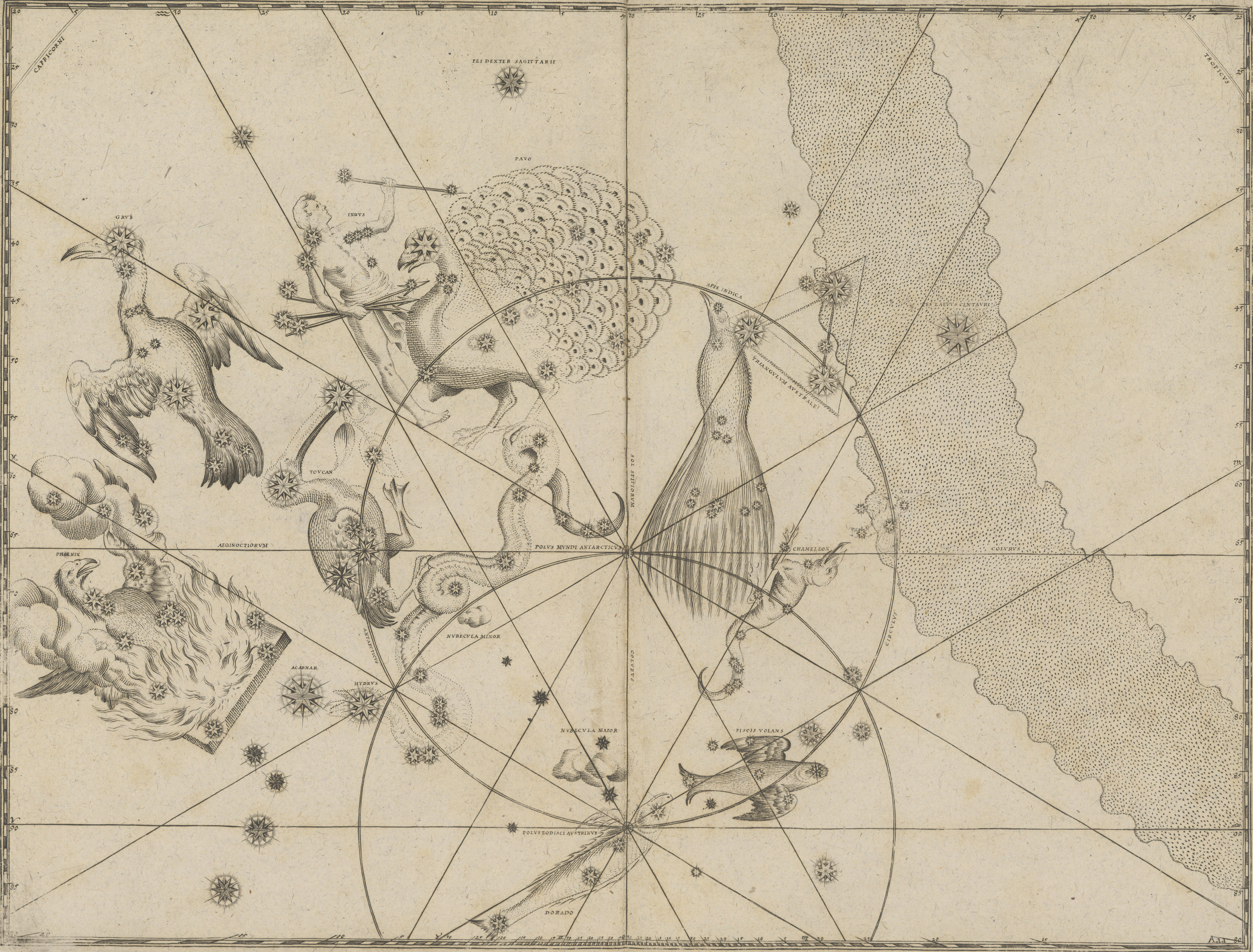
Йоган Байєр, «Уранометрія», сторінка 49, видана 1661 року. Вид південного неба.

Експедиція Корнеліса де Гаутмана проходила вкрай несприятливо. З 249 осіб, які взяли в ній участь, на батьківщину повернулися лише 87 моряків. Більшість з них загинули в результаті сутичок з тубільцями і померли від хвороб. Кейзер помер у вересні 1596, коли флотилія стояла біля берегів Бантаму на Яві. У 1597 році складений ним зоряний каталог був переданий Фредеріком де Гаутманом Петеру Планціусу. У ньому Кейзер і Гаутман описали 135 зірок Південного неба, склавши з них 12 нових сузір'їв: Хамелеон, Золота Риба, Фенікс, Індіанець, Тукан, Райський Птах, Павич, Журавель, Південна Гідра, Муха, Летюча Риба, Південний Трикутник.
Сузір'я, позначені Пітером Кейзером — частково під іншими назвами — вперше були позначені на глобусі небесної сфери Петера Планціуса 1597/1598 років. Двома роками пізніше вони були зазначені в роботі Йодокуса Хондіуса, в 1602 році — Віллемом Блау. У 1603 році вони знову були вивчені під час другої експедиції Корнеліса де Гаутмана в Південні моря. У тому ж таки 1603 році ці сузір'я були включені Йоганом Баєром в його небесний атлас «Уранометрія». В даний час вони включені в число 88 визнаних наукою небесних сузір'їв. Крім них, Кейзер вказав також у своїх спостереженнях положення таких відомих уже сузір'їв, як Південна Корона, Південний Хрест, Центавр, Жертовник, Вовк, Голуб (у нього — De Duyve met den Olijftak (Голуб з оливковою гілкою)), Ерідан (у Кейзера — Den Nyli (Ніл)), а також хвіст сузір'я Скорпіон.
Записи спостережень Пітера Кейзера вийшли в 1627 році у формі таблиць в «Tabulae Rudolfinae» Йоганна Кеплера. Однак оригінальні креслення, зроблені рукою вченого, не збереглися.